# Total Pop! Tour
Total Pop! Tour (o también llamado Total Pop! The Tour) es la decimocuarta gira del dúo británico Erasure con representación a sus álbumes recopilatorios Total Pop! The First 40 Hits, Pop!2 The Second 20 Hits (segundo CD de Total Pop!) y Pop! The First 20 Hits, quien vienen desde su primer álbum con canciones de recuerdo. La gira se desarrolló en el año 2011 y fue enlazada con apenas seis días de diferencia, con la gira Tomorrow's World Tour (gira), que presentó el álbum Tomorrow's World.

## Banda
- Andy Bell (Cantante)
- Vince Clarke (Tecladista)
- Valerie Chalmers (Corista)
- Emma Whittle (Corista)

## Temas interpretados
1. «Hideaway»
2. «Breath of Life»
3. «Fingers & Thumbs (Cold Summer's Day)»
4. «Heavenly Action»
5. «Always»
6. «Push Me Shove Me»
7. «Ship of Fools»
8. «Victim of Love»
9. «Breathe»
10. «Chains of Love»
11. «Sometimes»
12. «When I Needed You»
13. «Drama!»
14. «Save Me» (así se llamó a la canción You've Got to Save Me Right Now, previo a su inclusión en el disco Tomorrow's World)
15. «Love to Hate You»
16. «Blue Savannah»
17. «Knocking On Your Door»
18. «Who Needs Love Like That»
19. «Chorus»
20. «Oh L'Amour»
21. «A Little Respect»
22. «Stop!»[1]

## Datos Adicionales
Durante la gira pero por Norteamérica hacia Sudamérica, días antes de estrenar el álbum Tomorrow's World y también su gira  Tomorrow's World Tour, se estaba tocando un tema del mismo álbum como adelanto para la publicación de ese álbum. La canción se llama You've Got to Save Me Right Now pero simplificándolo como Save Me.